# Anagrus delicatus
Anagrus delicatus är en stekelart som beskrevs av Dozier 1936. Anagrus delicatus ingår i släktet Anagrus och familjen dvärgsteklar. Inga underarter finns listade i Catalogue of Life.